# Divers gauche
Divers gauche (DVG) è un'espressione utilizzata dal Ministero dell'interno francese per indicare la «tendenza politica» («nuance politique») dichiarata o presunta di un candidato e che designa genericamente i candidati di sinistra. La dizione ricorre in due diverse ipotesi:
- laddove il candidato ne abbia fatto esplicita menzione in sede di presentazione della candidatura: ciò accade, ad esempio, quando un candidato non intenda presentarsi in rappresentanza di uno specifico partito politico, o non abbia ottenuto il sostegno del proprio partito in occasione di una data tornata elettorale. In tal caso, l'espressione designa al contempo l'«etichetta politica» («étiquette politique») del candidato;
- nelle ipotesi in cui un candidato si sia presentato come «senza etichetta» («sans étiquette»), oppure abbia dichiarato la propria appartenenza ad una formazione che, per la sua minore rilevanza elettorale, debba essere classificata nell'ambito dello spettro politico: in tali casi, la tendenza politica del candidato è ascritta d'ufficio (segnatamente, dal prefetto), mediante una scelta discrezionale.

## Deputati 2017-2022
Alle elezioni legislative del 2017 furono eletti 12 deputati.
- Olivier Falorni (risultati)
- Manuel Valls (risultati)
- Christian Hutin (risultati)

### Francia d'oltremare
Martinica
- Bruno Nestor Azerot (risultati)
- Serge 	Letchimy (risultati)
- Josette Manin (risultati)

Guadalupa
- Justine Benin (risultati)
- Max Mathiasin (risultati)

Guyana
- Gabriel Serville (risultati)

Riunione
- Huguette Bello (risultati)
- Jean-Hugues Ratenon (risultati)

Wallis e Futuna
- Napole	Polutele (risultati)

## Deputati 2012-2017
Alle elezioni legislative del 2012 furono eletti 22 deputati: 16 aderirono al Gruppo socialista (SOC), 2 al Gruppo radicale, repubblicano, democratico e progressista (RRDP), 2 al Gruppo della Sinistra democratica e repubblicana (GDR), 1 al Gruppo ecologista (ECO), 1 al Gruppo dei non iscritti (NI).
- Dominique Baert (risultati) - SOC
- Serge Bardy (risultati) - SOC
- Marie-Françoise Bechtel (risultati) - SOC (Movimento Repubblicano e Cittadino)
- Jean-Luc Bleunven (risultati) - SOC
- Jean-Noël Carpentier (risultati) - RRDP (Movimento dei Progressisti)
- Guy-Michel Chauveau (risultati) - SOC
- Jacques Cresta (risultati) - SOC
- René Dosière (risultati) - SOC

- Yves Goasdoue (risultati) - SOC
- Edith Gueugneau (risultati) - SOC
- Olivier Falorni (risultati) - RRDP
- Christian Hutin (risultati) - SOC (Movimento Repubblicano e Cittadino)
- Jean-Luc Laurent (risultati) - SOC (Movimento Repubblicano e Cittadino)
- Annie Le Houerou (risultati) - SOC
- Paul Molac (risultati) - ECO (Union démocratique bretonne)
- Hervé Pellois (risultati) - SOC

### Francia d'oltremare
Martinica
- Bruno Nestor Azerot (risultati) - GDR
- Serge Letchimy (risultati) - SOC (Parti progressiste martiniquais)

Guadalupa
- Gabrielle Louis-Carabin (risultati) - SOC
- Ary Chalus (risultati) - NI (Guadeloupe unie, solidaire et responsable)

Riunione
- Huguette Bello (risultati) - GDR (Pour La Réunion)

Mayotte
- Boinali Said (risultati) - SOC

## Deputati 2007-2012
Alle elezioni legislative del 2007 furono eletti 15 deputati: 11 aderirono al Gruppo socialista (SOC); 4 al Gruppo della Sinistra democratica e repubblicana (GDR).
- Jean-Pierre Brard (risultati) - GDR (Convention pour une alternative progressiste)
- Guy Chambefort (risultati) - SOC
- Jacques Desallangre (risultati) - GDR
- René Dosière (risultati) - SOC
- Maxime Gremetz (risultati) - GDR (Communistes en Somme)

- Christian Hutin (risultati) - SOC (Movimento Repubblicano e Cittadino)
- Martine Pinville (risultati) - SOC
- Simon Renucci (risultati) - SOC (Corse social-démocrate)
- Marcel Rogemont (risultati) - SOC

### Francia d'oltremare
Martinica
- Serge Letchimy (risultati) - SOC

Guadalupa
- Éric Jalton (risultati) - SOC
- Jeanny Marc (risultati) - SOC

Guyana
- Chantal Berthelot (risultati) - SOC
- Christiane Taubira (risultati) - SOC

Riunione
- Huguette Bello (risultati) - GDR

## Deputati 2002-2007
Alle elezioni legislative del 2002 furono eletti 6 deputati: 1 aderì al Gruppo socialista (SOC), 2 al Gruppo comunisti e repubblicani (GCR), 3 al Gruppo dei non iscritti (NI).  
- Jean-Pierre Brard (risultati) - GCR
- Jacques Desallangre (risultati) - GCR
- Guy Lengagne (risultati) - SOC
- Simon Renucci (risultati) - NI
- Pierre Samot (risultati) - NI
- Christiane Taubira (risultati) - NI

## Deputati 1997-2002
Sono eletti 21 deputati: 10 aderiscono al Gruppo socialista (SOC), 10 al Gruppo radicale, cittadino e verde (RCV), 1 al Gruppo comunista (COM).
- Gérard Saumade (risultati) - RCV
- Jean-Claude Daniel (risultati) - SOC (app. PS)
- Aloyse Warhouver (risultati) - RCV
- Guy Lengagne (risultati) - RCV (diss. PS)
- Jean-Paul Mariot (risultati) - SOC
- Christian Franqueville (risultati) - SOC (app. PS)
- Alain Calmat (risultati) - SOC (app. PS)
- Michèle Rivasi (risultati) - SOC (SÉ, app. PS)
- Jean Delobel (risultati) - SOC («Pour une réelle démocratie, un enjeu pour la Flandre»)

### Movimento dei Cittadini
I deputati aderiscono al gruppo RCV.
- Jacques Desallangre (risultati)
- Roland Carraz (risultati)
- Michel Suchod (risultati)
- Georges Sarre (risultati)
- Jean-Pierre Michel (risultati)
- Pierre Carassus (risultati)
- Jean-Pierre Chevènement (risultati)

### Francia d'oltremare
Martinica
- Camille Darsières (risultati) - SOC (Parti progressiste martiniquais, app. PS)

Guadalupa
- Daniel Marsin (risultati) - SOC (app. PS)
- Ernest Moutoussamy (risultati) - COM (Parti progressiste et démocratique guadeloupéen)
- Léo Andy (risultati) - SOC (app. PS)

Guyana
- Christiane Taubira-Delannon (risultati) - SOC (app. PS)

## Deputati 1993-1997
Furono eletti con l'etichetta Divers gauche e con la «nuance» maggioranza presidenziale (MJP).
- Régis Fauchoit (risultati) - NI
- Alain Ferry (risultati) - NI
- Alfred Muller (risultati) - NI
- Christiane Taubira-Delannon (risultati) - NI
- Jean Urbaniak (risultati) - NI
- Aloyse Warhouver (risultati) - NI

Gli altri deputati eletti con la nuance MJP furono:
- Gilbert Baumet (risultati) - NI (Movimento dei Riformatori)
- Jean-Pierre Soisson (risultati) - NI - Movimento dei Riformatori
- Ernest Moutoussamy (risultati) - COM - Parti progressiste et démocratique guadeloupéen
- Camille Darsières (risultati) - SOC - Parti progressiste martiniquais

## Deputati 1988-1993
In occasione delle elezioni legislative del 1988 furono eletti 7 deputati con la nuance maggioranza presidenziale (MAJ).
- Huguette Bouchardeau - SOC
- Alain Calmat - SOC
- Aime Cesaire (Parti progressiste martiniquais) - SOC
- Claude Lise - SOC

- Guy Lordinot - SOC
- Claude Miqueu - NI
- Emile Vernaudon - NI - Eletto il 26 giugno 1988

Fu eletto con l'etichetta MAJ e con la nuance UDF Lionel Stoléru (UDF diss., apparentato al gruppo socialista).